# Doddagadiganahalli, Krishnarajpet
Doddagadiganahalli là một làng thuộc tehsil Krishnarajpet, huyện Mandya, bang Karnataka, Ấn Độ.